# 상도국민학교 소성남분실
상도국민학교 소성남분실은 대한민국 전라남도 진도군 조도면 성남도리에 있었던 국민학교 분실이다.

## 연혁
- 일자미상 상도국민학교 소성남분실 개설 인가
- 1965년 3월 1일 항도분실 개설
- 1968년 5월 1일 도서벽지학교 '을'급 지정
- 1973년 3월 1일 도서벽지학교 '갑'급 조정
- 1986년 1월 1일 도서벽지학교 '가'급 조정
- 1988년 9월 1일 폐교 및 상도국민학교 통폐합